# Dancing Eyes
Dancing Eyes è un videogioco arcade del 1996 prodotto da Namco. Del titolo era stato annunciato un remake per PlayStation 3, in seguito cancellato.

## Modalità di gioco
Simile nel gameplay a Qix, in Dancing Eyes il giocatore controlla una scimmietta che ha come scopo quello di spogliare un oggetto tridimensionale. Il gioco è composto da quindici livelli.